# Matatena

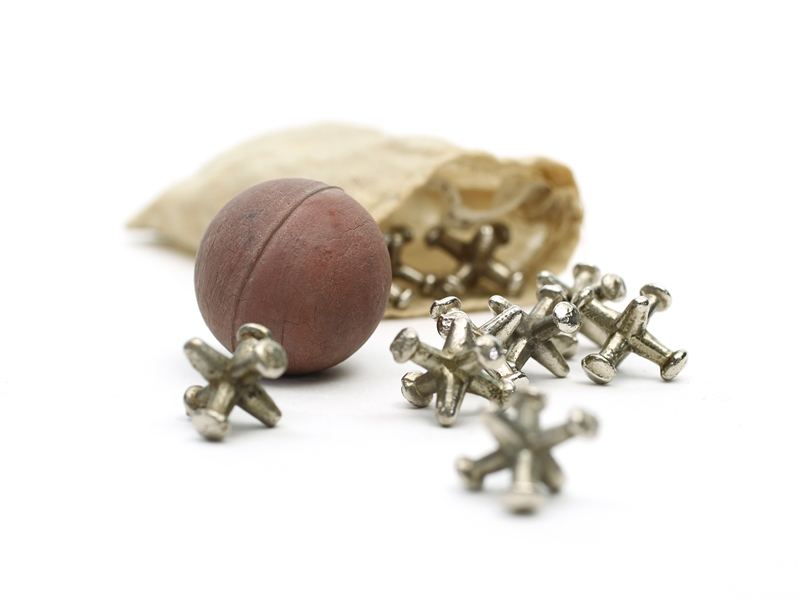
Una colección de matatenas de la colección permanente del Museo de los Niños de Indianápolis

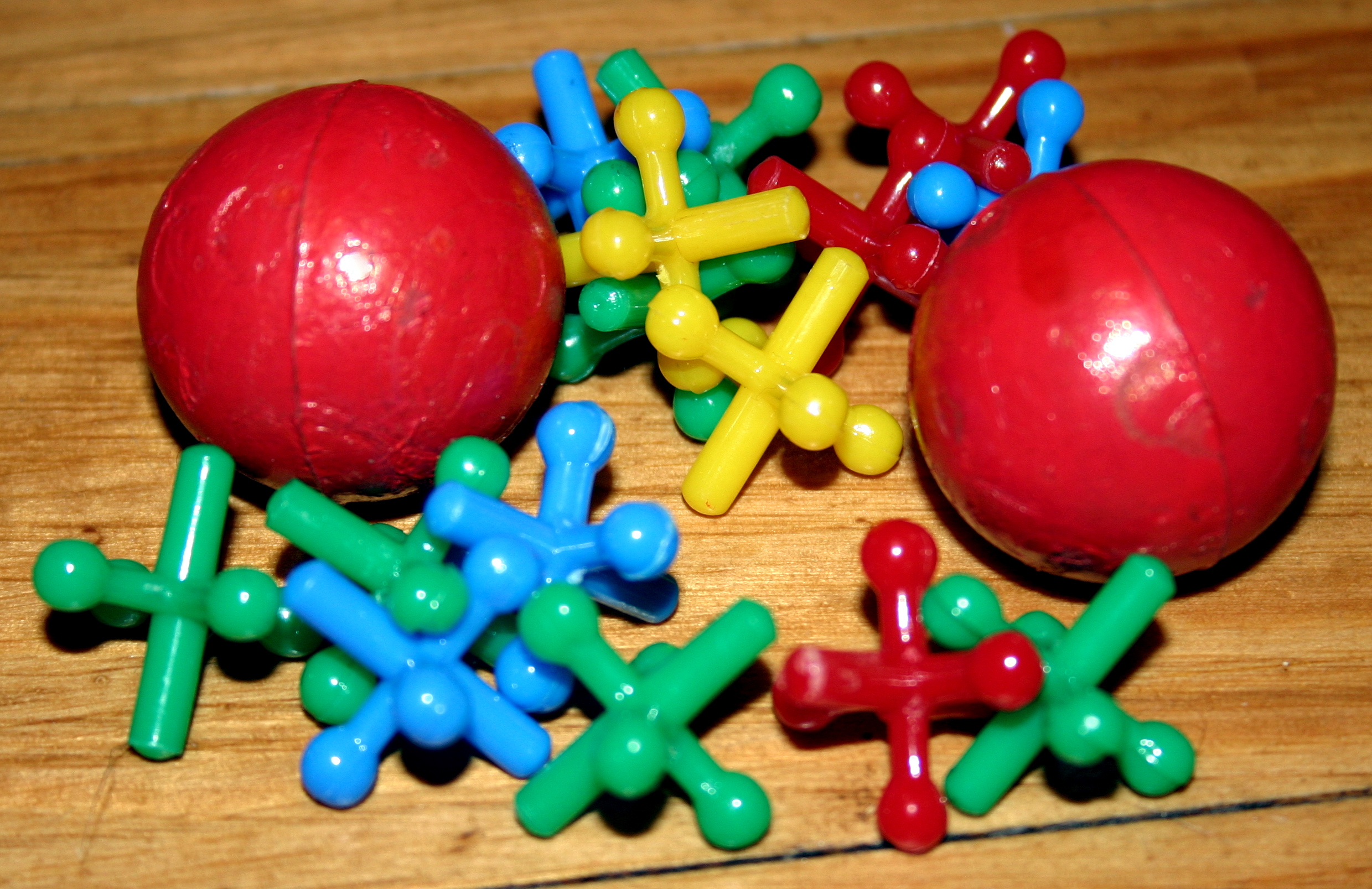
Juego de matatena posiblemente de la década de 1950.

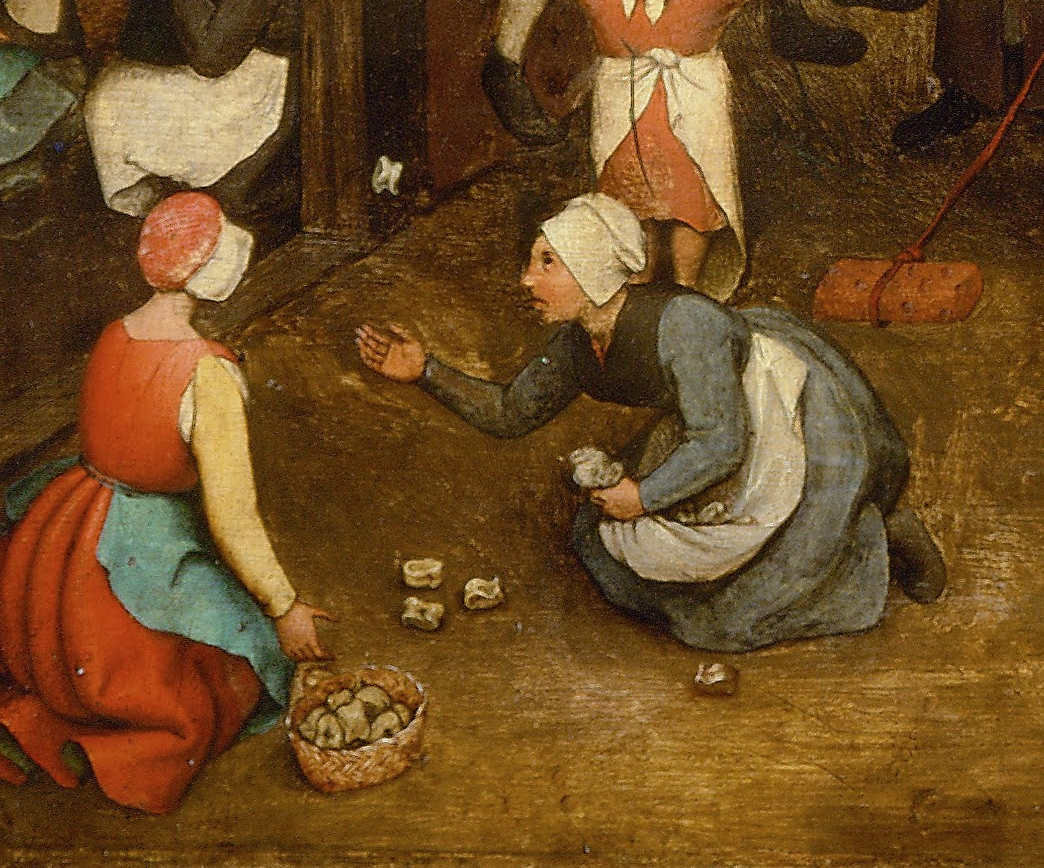
Detalle de matatenas en Juegos de niños de Pieter Brueghel el Viejo

La matatena (también, las matatenas o jacks) que tiene otros nombres en Hispanoamérica, como yaquis en Cuba, payaya en Chile, yaces en Perú, es un juego de destreza que se juega con una serie de objetos pequeños que se lanzan, se atrapan y se manipulan de varias maneras. Es de origen antiguo y se encuentra en varias culturas en todo el mundo.
Las matatenas modernas consisten en seis puntos, o perillas, que se proyectan desde una base común y generalmente están hechos de metal o plástico. El ganador es el primer jugador que completa con éxito una serie prescrita de lanzamientos, que, aunque similares, difieren mucho en los detalles. El lanzamiento más simple consiste en lanzar una piedra, el gato, o hacer rebotar una pelota y recoger una o más matatenas de la mesa mientras está en el aire. Esto continúa hasta que se hayan recogido las cinco matatenas o nudillos. Otro lanzamiento consiste en lanzar primero una matatena, luego dos, luego tres, y así sucesivamente y atraparlas con el dorso de la mano. Diferentes lanzamientos han recibido nombres distintivos, como "montar el elefante", "guisantes en la vaina", "caballos en el establo", y "ranas en el pozo".  Se juega sobre una superficie lisa.

## Etimología
Su nombre se deriva de la náhuatl matatena que significa llenar la mano de piedras.

## Historia

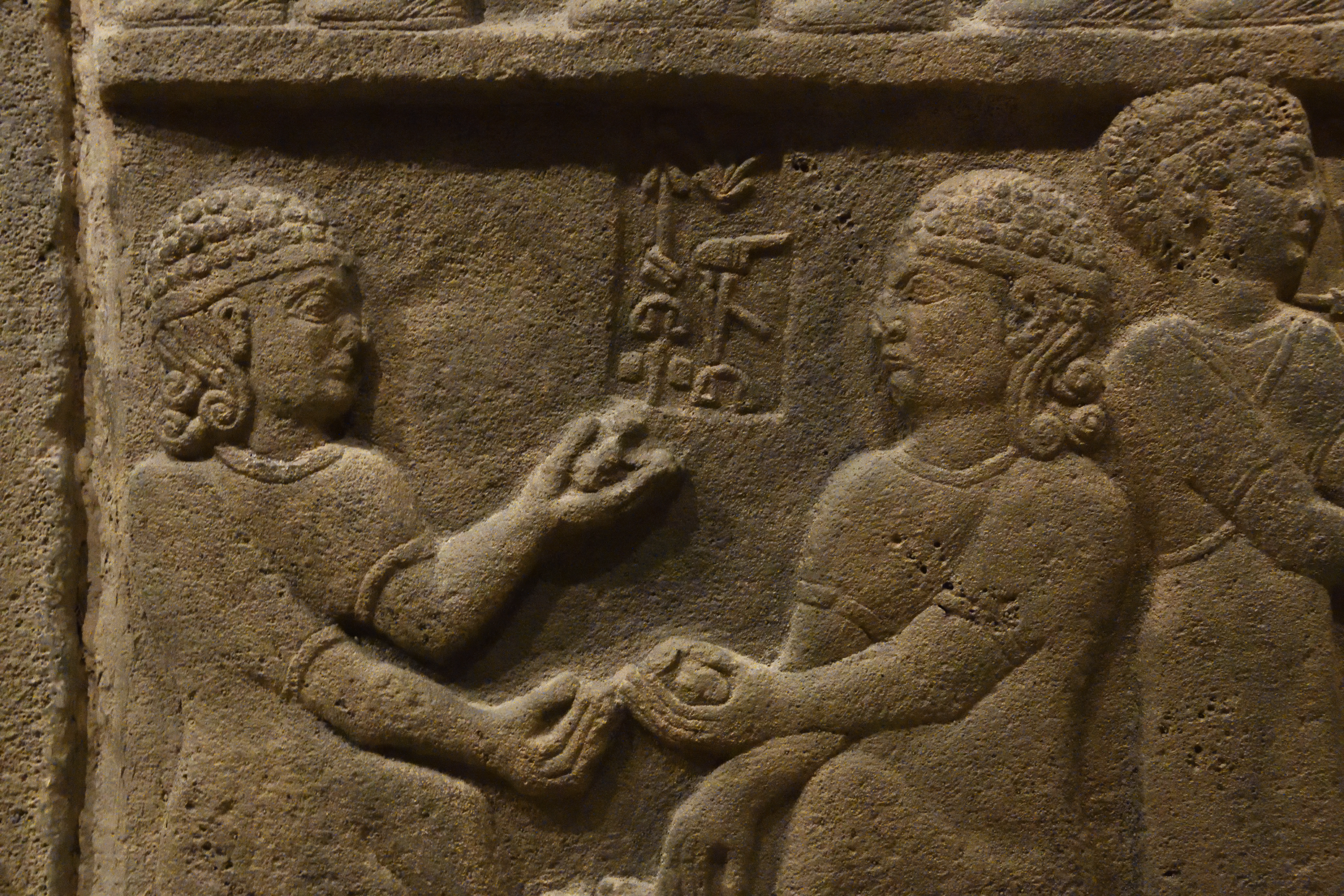
Un ortostato que representa a personas tocando matatenas de Carchemish (c.)

Las matatenas tienen un origen indeterminado antiguo y probablemente se haya inventado de forma independiente varias veces. Se encuentra en varias culturas en todo el mundo.
Los huesos del astrágalo de animales con pezuñas se han encontrado en excavaciones arqueológicas relacionadas con el período que comienza en el 5000 a. de C mucho más frecuentemente que otros huesos. El astrágalo, al ser casi simétrico, tiene solo cuatro lados sobre los que puede descansar y es un ejemplo temprano del juego de azar. Se cree que el matatenas es un precursor temprano de los dados. En contraste con los dados, el astrágalo no es completamente simétrico, el lado ancho tiene una probabilidad de ~0,38 y el otro lado tiene una probabilidad de ~0,12. Sin embargo, también se pueden jugar variaciones del juego con piedras, conchas marinas o semillas.
Sófocles, en un fragmento escrito de una de sus obras, atribuyó la invención de los nudillos a la figura mítica Palamedes, quien se lo enseñó a sus compatriotas griegos durante la Guerra de Troya. Tanto la Ilíada como la Odisea contienen alusiones a juegos de carácter similar a los nudillos. Pausanius (Palamedes (mitología)) en su Descripción de Grecia (2.20.3) habla de un templo de Fortuna en Corinto en el que Palamedes hizo una ofrenda de su juego recién inventado.

## Por región

### Asia Central

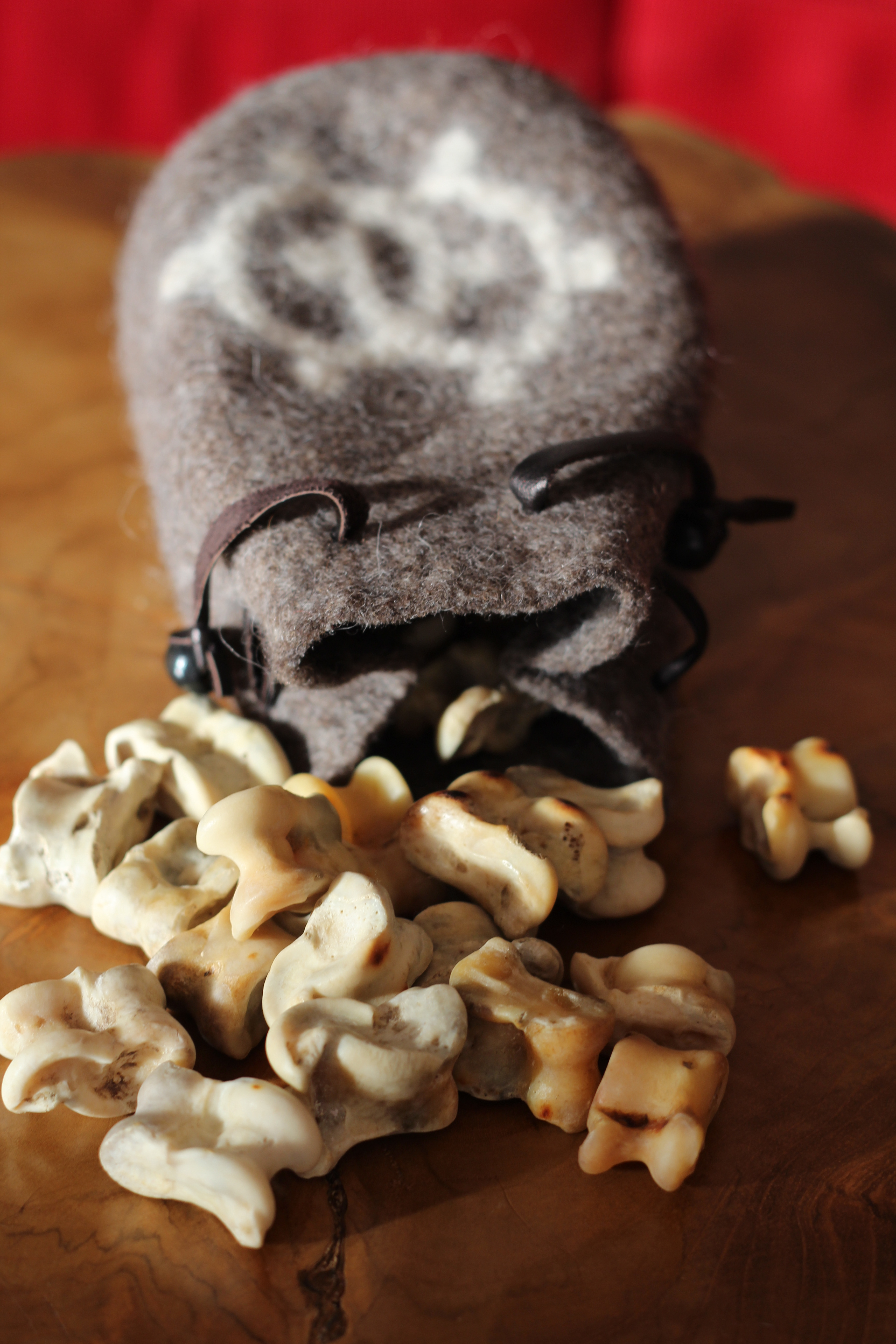
Piezas del shagai mongol

Las matatenas en las culturas de Asia Central usan el astrágalo de oveja o cabra o el calcaneo de lobos. Se les conoce como shagai entre los mongoles;  chükö  por los kirguises; kajik por el pueblo tuvano; asyk por los kasajos; ashyk por los turcos; bujulbozi por los tayikos; y oshuq por los manchúes. Se utilizan en juegos, adivinación y como instrumentos musicales. En las matatenas de Asia Central, cada lado del astrágalo tiene un nombre (llamado "caballo", "camello", "oveja", "cabra" o "vaca") y tiene valor en la adivinación y en el lanzamiento de dados. Hay varios tipos de juegos que se juegan con las matatenas, como atrapar piezas arrojadas con el dorso de la mano, lanzar las piezas entre sí en el suelo como canicas, lanzar otro objeto y juntar piezas, etc. Se puede jugar con jugadores individuales o equipos tanto por niños como por adultos y son entretenimientos comunes en festivales culturales. El shagai mongol está inscrito en la Lista del patrimonio cultural inmaterial de la humanidad por la UNESCO en 2014.

### Este asiático

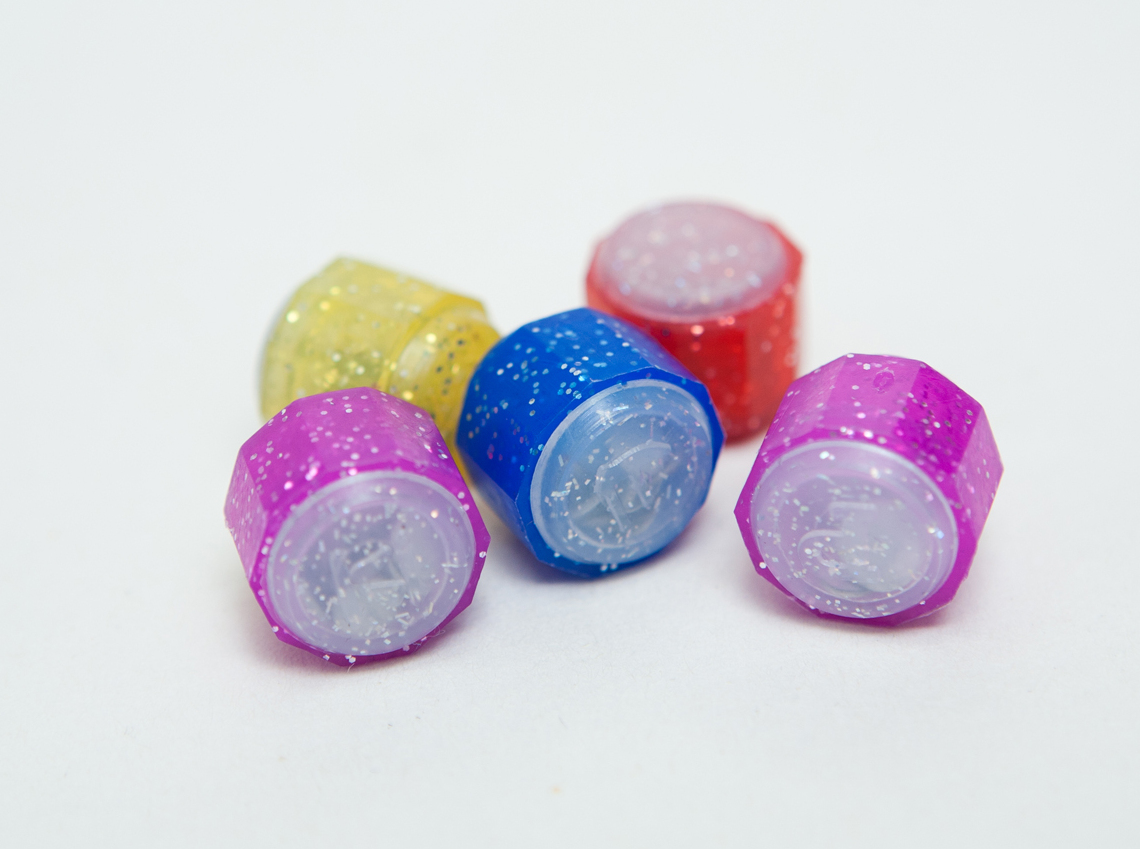
Matatenas plásticas modernas gonggi de Corea del Sur

En China, el juego se llama 抓石子 ("recoger matatenas"). Se juega con unas siete piedritas o bolsas de tela llenas de arena o arroz. El jugador coloca las matatenas de manera uniforme primero. Lanzan una matatena al aire y rápidamente cogen una matatena en la mesa antes de atrapar la matatena que cae. Si el jugador toca más de una matatena en la mesa, pierde su turno.
En Corea se llama 공기 (gonggi), también jjagebatgi, salgu o datjjakgeoli. Se trata de cinco o más matatenas pequeñas llamadas 공깃돌 (gonggitdol). Tiene cinco niveles escalando en dificultad y mecánica. Los primeros cuatro niveles aumentan la cantidad de matatenas recolectadas por lanzamiento, mientras que en el último nivel, los jugadores atrapan las matatenas con el dorso de la mano.
En Japón, el juego se llama お手玉 (otedama) y se originó en China durante el Período Nara. Utiliza pequeñas bolsas de judías azuki llamadas ojami. Se juega de dos formas: nagedama (投げ玉), que es similar a los malabares; y yosedama (よせ玉), que es similar a las matatenas modernas.

## Elementos del juego
Los elementos necesarios son un conjunto de matatenas y una pelota pequeña que rebote. Por lo general, se venden en conjunto como un juguete, en el mercado o en alguna tienda de juguetes, incluidos en una bolsita o pequeña red de plástico.
Una o varias personas pueden jugar a las matatenas, y cada participante juega con una sola mano. Estos toman turno dependiendo del alcance de la habilidad del previo jugador, a menos que sea una de las variaciones del juego en que las reglas determinen otra forma. No sólo más el tamaño hace una buena pelota para este juego, sino que ésta tenga la dureza para ello, deformación y elasticidad adecuada para que propicie un rebote de aproximadamente 30% a 50% de una caída libre desde el siglo XXI también son fabricadas de materiales plásticos. Por consideraciones antiguas debe poseer una textura y rigidez más suave.
La pelota debe ser lo suficientemente pequeña para una mayor gama de habilidades entre los participantes, el tamaño de las piezas actual, por lo general, consiste de un número múltiplo de idénticas formaciones características de este juego; estas son estructuras estereométricas; el lla; para niños de altura de unos 30 centímetros; de cualquier modo, la pelota debe producir un rebote lo suficientemente alto para permitir el movimiento de la manconjunto puede ser más o menos de 10 matatenas.  No hay regla definitiva que establezca si el grupo de matatenas pueda o no ser mayor al volumen que abarca sobre la palma de la mano, o la cantidad en un puñado la cual recolectas

## Forma de juego
El grupo de Matatenas se deja caer de una altura aproximada a 30 centímetros, o éstas son arrojadas, ligeramente, sobre el piso o la mesa, a modo que queden al alcance del o la participante. La posición que tomen las piezas al dejar de moverse será muy importante; esto es un factor que determina si el turno es más fácil o difícil.
Con la pelota en una mano, desde una altura cómoda al jugador, la pelota se deja caer sobre la superficie horizontal; en cuánto la pelota deja la mano del participante, el mismo alcanzará hacia las piezas tomando con la misma mano una de éstas; enseguida cachará la pelota con la misma mano. Continuará hasta que pierda la pelota o fracase en tomar la pieza o piezas siguientes.
Una forma de jugar es rebotar la pelota y tomar una pieza a la vez. Otra manera de jugar es botar la bola y entonces ir acumulando las piezas en cantidades consecutivas; por ejemplo, después de botar la pelota, capturar la primera pieza, y recibir la pelota bajando del único rebote permitido, todo con una sola mano extrema, entonces, repetirá los movimientos, pero esta vez con la condición de capturar dos piezas, y así consecutivamente en orden de los números integrales hasta que se terminen todas las piezas.
Si la intención del juego fuere competitiva, se puede considerar ganador(a) quien termine con más matatenas.
Las matatenas es un juego para ambos sexos; aunque es común que en algunas culturas donde este es un juego popular, sean las niñas a quienes se les relacione participando más en este pasatiempo. Si esto es puramente cultural y no hay necesariamente un fundamento para hacer una determinación en la separación de participantes, es comprensible que la conexión temprana de la tarea de recoger y limpiar semillas o el que las piezas del juego originalmente hayan sido semillas, hayan, también, efectuado el ataño. El juego se ha jugado usando semillas de albaricoque (chabacano) pintadas. En el México de los años cincuenta, todavía, existía y se describía con ese nombre a un juego que consistía en lanzar, con la palma de la mano, semillas de ciruela o chabacano, pintadas con anilina de diferentes colores, hacia arriba, y en su caída, retener la mayor cantidad posible en el dorso, en un movimiento rápido, volviendo la palma hacia abajo. Después se repetía la operación, pero inversa; es decir, las semillas alojadas en el dorso se lanzaban, otra vez, hacia arriba, pero ahora tenían que atraparse, todas, con la palma. Ninguna debería caer, caso contrario, se perdía el turno. Después se seguía como generalmente se conoce al juego. Con una semilla preferida, llamada “tiro”, se procedía a levantar las que quedaban en el piso. El tiro se lanzaba a la altura acostumbrada y dominada por el jugador, y antes de que cayera se levantaban las más posibles. Si se elegía a una sola, no podía tocarse ni moverse otra. Si se elegían dos o más, no tendría que soltarse a ninguna, y, por supuesto, las no elegidas deberían permanecer intactas en su lugar accidental. El tiro regresaba a la mano y solo así se almacenaban las levantadas, en favor del participante. Si las reglas se rompían, pasaba el juego a manos del adversario. Se perdía el turno, también, si el tiro caía. Podía jugarse entre dos o más, pero cada uno apostaba determinada cantidad igualitaria de sus apreciadas semillas. Al final, por supuesto, ganaba aquel que podía rescatar su número y otras extras. Por el caló y los acomodos del lenguaje, los niños también llamaban a este juego, “de los huesitos”. Es claro que se jugaba a ras de piso. En México también se llama matatena a la piedra lisa y ovalada de río. “Las calles del pueblo están empedradas con matatenas”. Uno de los trucos que existen para este juego es: Tratar de aventar o rebotar la pelota junto una piecesitas así tendrás más posibilidades de recoger una y garrar la pelota antes de que vuelva a rebotar pero gana quien tenga más matatena.

## Otros nombres
En Cuba se conoce a este juego como yaquis (nombre homólogo al de sus piezas, y que ninguna relación guarda con la etnia indígena del norte mexicano). Es muy popular, sobre todo entre las niñas. Tiene variantes muy diversas, como la de recoger los yaquis de uno en uno, muy rápido y con la punta de los dedos, llamada "puntillita". Jacks o yaquis en Venezuela.
En Costa Rica, Honduras y Panamá se conoce a este juego como jackses, y en inglés se conocen como jacks. En Perú el juego es también muy común y se le llama jaces, yases o jaxes (ortografía proveniente de Jackses), y fue probablemente llevado por los inmigrantes asiáticos de principios del siglo XX. En Colombia y República Dominicana el juego se conoce como yazos en la costa atlántico, jacks, yaces o catapiz en el departamento de Antioquia y en la costa se llama chibcha.
En Chile y Perú, si bien no se juega con las mismas piezas, sino con piedras pequeñas, pero con una mecánica casi idéntica, se la conoce como "payaya".
En Argentina y Uruguay también se lo conoce como payana y se juega con pequeñas piedras, aunque en el caso de Argentina también se emplean piezas plásticas.
En Colombia se le conoce tradicionalmente como «Catapis» es principalmente jugado por infantes y se puede encontrar en casi cualquier piñata o como parte de los regalos que se entrega a los asistentes en las fiestas infantiles.  Generalmente está compuesto por piezas plásticas en forma de cruz con esferas en 4 puntas y una pelota de goma.
En Ecuador, el nombre popular de este juego es macateta.
En Campeche, al sur, en el municipio de Carmen (sureste mexicano); se le conoce como matatena o como paxaque.
En Zacatecas se le conoce como pinaco.
En Sonora (noroeste mexicano) se conoce como pinyexes (del inglés pin jacks); cada pinyex es un objeto de seis puntas, de metal o de plástico. Cada bolsa contiene diez pinyexes y una pelota pequeña de unos cinco cm de diámetro. "Vamos a jugar pinyexes", en un plural castellanizado en el que no hay aes.